# Národní památník Pevnost Caroline
Vybudování pevnosti Caroline byl pokus francouzského krále Karla IX. o založení francouzského koloniálního osídlení na Floridě. Pevnost byla založena pod vedením Reného Goulaina de Laudonnièrea 22. června 1564 na březích řeky St. Johns v dnešním okrese Duval. Měla sloužit jako bezpečné útočiště pro Huguenoty . Francouzská kolonie se ale dostala do konfliktu se Španělskem, které poblíž založilo v září 1565 sídlo St. Augustine, a ještě téhož roku byla pevnost Caroline dobyta španělskými vojáky pod vedením Pedra Menéndeza de Avilés. Španělé pak pevnost drželi až do roku 1569.

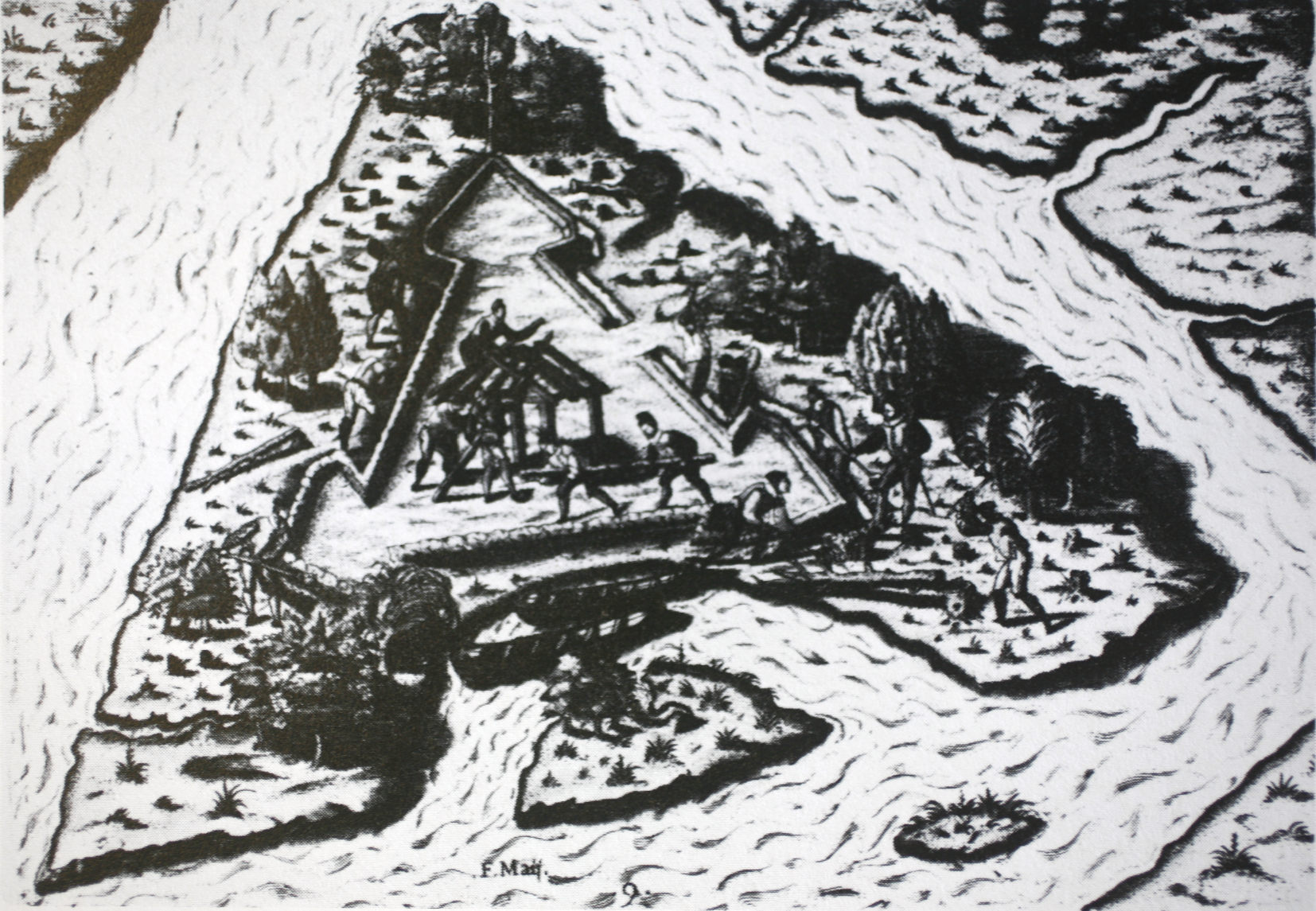
Založení Fort Caroline

Přesné místo, kde pevnost kdysi stála, není známo. V roce 1953 National Park Service založila Národní památník Pevnost Caroline poblíž místa, kde Laudonnière přistál. Vědci se domnívají, že pevnost stála nedaleko místa jeho přistání. Památník patří pod správu Timucuan Ecological and Historic Preserve a zároveň je ucelenou jednotkou National Park Service.

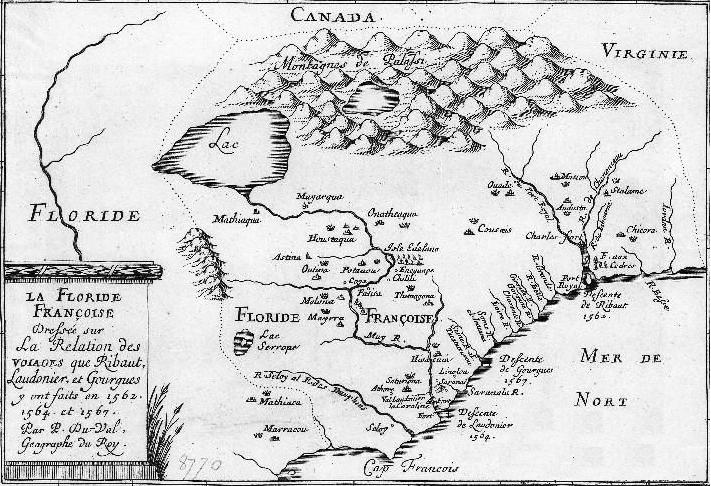
Floride françoise („Francouzská Florida“), Pierre du Val, 17. století.

National Park Service vybudovala v roce 1964 repliku původní pevnosti , ale ta byla v tom samém roce zničena hurikánem Dora.  Dnes zde stojí druhá replika, také postavená a udržovaná National Park Service. Navštěvníci tak mohou vidět, jak skromnou ochranu pevnost v 16. století poskytovala. 